# الكشف الأحادي المصدر

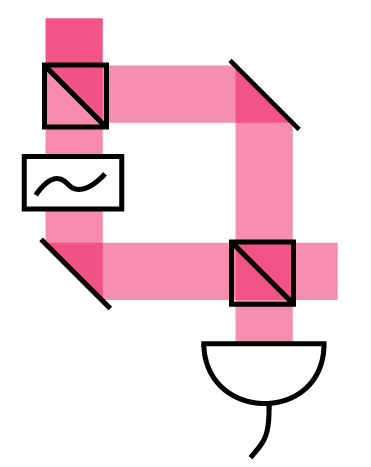

الكشف الأحادي المصدر هي طريقة للكشف عن اشعاع معدل تردديا من خلال مزج لاخطي مع اشعاع مرجعي 
ففي دراسة عملية التشتت ، يرسل الليزر معدلا بعد أخذ عينة منه ، تعتبر العينة قبل التعديل كمهتز محلي ، يتم مزج تلك العينة مع الإشارة المتشتتة . 